# Le Géant de la gaffe
Le Géant de la gaffe est l'album 10 dans la série originale de Gaston. Il parait en 1972.
Dans cet album apparaissent les signatures illustrées de Franquin, qui closent les gags. Elles sont construites comme une résonance du gag. Elles sont en général placées, sur les bordures blanches de la planche, en bas à droite de la dernière image.